# نیکولا مورو (بازیکن فوتبال، زاده ۱۹۹۸)
نیکولا مورو (انگلیسی: Nikola Moro؛ زادهٔ ۱۲ مارس ۱۹۹۸) بازیکن فوتبال اهل کرواسی است.
از باشگاه‌هایی که در آن بازی کرده‌است می‌توان به باشگاه فوتبال دینامو زاگرب اشاره کرد.
وی همچنین در تیم‌های ملی فوتبال زیر ۱۴، زیر ۱۵، زیر ۱۶، زیر ۱۷، زیر ۱۸، زیر ۱۹ و زیر ۲۱ سال کرواسی و همچنین بزرگسالان کرواسی بازی کرده‌است.

## دوران ملی
او کاپیتان تیم زیر ۲۱ سال کرواسی در مسابقات جام‌ملت‌های اروپای زیر ۲۱ سال در سال ۲۰۲۱ بود.
او اولین دعوت خود را به تیم بزرگسالان کرواسی در ۱۶ اوت ۲۰۲۱، پیش از مسابقات مقدماتی جام جهانی سپتامبر برابر روسیه، اسلواکی و اسلوونی به دست آورد. با این حال، او تا ۲۹ مارس ۲۰۲۲ اولین بازی خود را انجام نداد، زمانی که در جریان پیروزی در یک بازی دوستانه با نتیجه ۲-۱ مقابل تیم ملی فوتبال بلغارستان به میدان رفت.